# SAP Open 2008
Il SAP Open 2008 è stato un torneo di tennis giocato sul cemento indoor.
È stata la 120ª edizione del SAP Open, 
che fa parte della categoria International Series nell'ambito dell'ATP Tour 2008.
Si è giocato nell'HP Pavilion di San Jose negli Stati Uniti,
dal 18 al 24 febbraio 2008.

## Campioni

### Singolare
Andy Roddick ha battuto in finale  Radek Štěpánek con il punteggio di 6–4, 7–5

### Doppio
Scott Lipsky /  David Martin hanno battuto in finale  Bob Bryan /  Mike Bryan con il punteggio di 7–6(4), 7–5